# Jean-Marie Janssens
Pour les articles homonymes, voir Janssens.
Jean-Marie Janssens, né le 19 mars 1953, est un homme politique français. Il est élu sénateur du Loir-et-Cher le 24 septembre 2017.

## Biographie
Ancien agriculteur, il commence sa carrière politique en tant que maire de Chissay-en-Touraine où il fut élu en 1995. Il deviendra également plus tard maire de Montrichard en 2014 après avoir abandonné celui de Chissay-en-Touraine en 2008.
Jean-Marie Janssens occupe également divers mandats d'élu local : Conseiller général du canton de Montrichard et  Vice-président de la communauté de communes Val-De-Cher-Controis.

### Sénateur
Au cours des élections sénatoriales de 2017, il se présente comme candidat de centre-droit soutenu par l'UDI dans laquelle il est élu face au sénateur PS puis LREM, Jeanny Lorgeoux. Il s'inscrit alors dans le groupe "Union Centriste" au Sénat et devient membre de la Commission des affaires économiques au sein de la Haute-Chambre.
À la suite de son élection il démissionne de la mairie de Montrichard mais conserve sa fonction de conseiller départemental de Loir-et-Cher.

## Synthèse des mandats
- Sénateur de Loir-et-Cher (2017-2023)
- Conseiller départemental de Loir-et-Cher, élu dans le canton de Montrichard (1998-2021)
- Maire de Montrichard Val de Cher (2016-2017)
- Vice-président du Conseil départemental de Loir-et-Cher (2012-2017)
- Vice-président de la Communauté de communes Val-de-Cher-Controis (2014-2017)
- Maire de Montrichard (2014-2016)
- Maire de Chissay-en-Touraine (1995-2008)